# Thyra Eibe
Thyra Eibe, född 3 november 1866 i Köpenhamn, död 4 januari 1955, var en dansk lärare, matematiker och översättare. Hon var den första kvinnan i Danmark som tog en universitetsexamen i matematik.
Thyra Eibe var dotter till bokhandlaren Frederik Henrik Eibe (1816–1871) och Ida Camilla Roulund (1822–1904) som den yngsta av tio barn. Hon tog studentexamen på den språkliga linjen vid N. Zahles Skole 1889. Hon arbetade därefter som lärare på N. Zahles Skole och Slomanns Skole, och på den senare var hon den första kvinnan i Danmark som undervisade pojkar i de högre årskurserna i matematik. Hon bytte sedan till H. Adlers Fællesskole (numera Sortedams Gymnasium) 1898, där hon arbetade till 1934. Hon var även censor vid Polyteknisk Læreanstalt. Hon var även författare till flera läroböcker i matematik, däribland Geometri for Mellemskolen med 530 Opgaver (1908). Hennes huvudverk är dock hennes översättning av Euklides Elementa från grekiska till danska, som gavs ut i olika omgångar 1897–1912 i tretton band.
Eibe tilldelades Tagea Brandts rejselegat for kvinder 1942.